# الکس گریمالدو
آلخاندرو الکس گریمالدو گارسیا (اسپانیایی: Alejandro Álex Grimaldo García‎؛ زادهٔ ۲۰ سپتامبر ۱۹۹۵) بازیکن فوتبال اهل اسپانیا است که در پست دفاع چپ برای باشگاه بایر لورکوزن در بوندسلیگا و تیم ملی اسپانیا بازی می‌کند.